# Ключевой (Гомельская область)
Ключевой (бел. Ключавы) — посёлок в Нисимковичском сельсовете Чечерского района Гомельской области Беларуси.
Граничит с Чечерским биологическим заказником.

## География

### Расположение
В 19 км на северо-восток от Чечерска, 56 км от железнодорожной станции Буда-Кошелёвская (на линии Гомель — Жлобин), 84 км от Гомеля.

### Гидрография
На реке Покоть (приток реки Сож).

## Транспортная сеть
Транспортные связи по просёлочной, затем автомобильной дороге Полесье — Чечерск. Планировка состоит из короткой прямолинейной улицы, застроенной с одной стороны плотно, с другой — редко. Жилые дома деревянные, усадебного типа.

## История
Основан в начале XX века переселенцами из соседних деревень. В 1926 году в Нисимковичском сельсовете Светиловичского района Гомельского округа. В 1930 году организован колхоз. Во время Великой Отечественной войны в августе 1943 года оккупанты сожгли посёлок. 15 жителей погибли на фронте. Согласно переписи 1959 года в составе совхоза «Нисимковичи»(центр — деревня Нисимковичи).

## Население

### Численность
- 2004 год — 13 хозяйств, 33 жителя.

### Динамика
- 1926 год — 15 дворов, 60 жителей.
- 1940 год — 48 дворов 168 жителей.
- 1959 год — 136 жителей (согласно переписи).
- 2004 год — 13 хозяйств, 33 жителя.